# Инициатива на Google „Лято на кода“
Инициатива на Гугъл „Лято на кода“ (на английски: Google Summer of Code) е ежегодно мероприятие, което за първи път се състои от май до август 2005 в което Гугъл награждава стипендии (от 5000 щатски долара, към 2011) към стотици студенти, които успешно попълвт поискан проект за разработване на софтуер със свободен и отворен код през лятото . Програмата е отворена за студенти над 18 – тясно свързаният Свободния за достъп конкурс на Google, който е предназначен за студенти под 18.
Събитието е наименувано по хипарското събитие от 1967 Лято на любовта и идеята е на основателите на Гугъл Сергей Брин и Лари Пейдж. От 2007 до 2009 Лесли Хауторн, който е бил част от проекта от 2006 е негов мениджър, а от 2010 мениджър е Карол Смит .